# Derby lorrain
En football, le match FC Metz - AS Nancy-Lorraine ou AS Nancy-Lorraine - FC Metz, selon l'équipe qui reçoit, est un derby marquant la confrontation entre deux clubs voisins. Cette confrontation est considérée comme l'une des plus grandes rivalités de France entre le FC Metz et l'AS Nancy-Lorraine. Il est appelé le « derby lorrain » par les journalistes, il est aussi bien souvent désigné tout simplement par le terme « Derby ». Il est empreint de symboles car il est souvent vu comme l'opposition de Metz qui domine Nancy le plus souvent. Ce match est une véritable confrontation historique que ce soit en tribune ou sur le terrain pour le titre de "capitale de la Lorraine". 
À ce jour, soixante-trois matchs ont mis aux prises les deux équipes (quarante-huit en Ligue 1, huit en Ligue 2, quatre en Coupe de France et trois en Coupe de la Ligue). Ils ont donné lieu à vingt-sept victoires messines, dix-sept nuls et dix-neuf victoires nancéiennes.
Le dernier derby en date a été joué le 10 mai 2019, à l'occasion de la 37e journée de Ligue 2 2018-2019, au Stade Marcel-Picot à Nancy (ASNL 1-0 FCM).

## Origine de la rivalité
Sous l'empire Romain, les Médiomatrices, peuple gallo-romain de Metz, trouvaient toujours un prétexte pour aller faire un petit raid dévastateur chez leur rivale marchande Scarpone, ville aujourd'hui disparue et qui était située sur le territoire de l'actuelle Dieulouard, à une vingtaine de kilomètres au nord de Nancy. De grande cité de l'empire Romain, Metz est devenue, au cours des siècles, capitale du royaume d'Austrasie puis une importante ville libre du Saint Empire Germanique, avant de revenir à la France, au sein des Trois Evêchés, à la suite des traités de Westphalie en 1648.
Nancy fut fondée au XIe siècle par la volonté du tout récent duc de Lorraine, Gérard d'Alsace. La ville grandit petit à petit autour du château ducal et tomba en 1766 dans l'escarcelle de Louis XV, à la mort de son beau-père Stanislas Lecszcynski, roi de Pologne déchu qui avait reçu le duché de Lorraine en viager. Jusque là, l'histoire de chacune des deux villes, si différente, au sein de deux pays étrangers, s'était déroulée dans une presque indifférence mutuelle, si l'on excepte les quelques tentatives des ducs de Lorraine pour s'approprier leur riche voisine du nord lors de divers sièges au cours des siècles.
Metz et Nancy avaient mené leur destin chacun de leur côté. Mais c'est avec le XIXe siècle que tout va changer. Les réformes administratives entamées par Napoléon 1er et poursuivies tout au long du siècle vont donner une place dominante à Nancy. En effet, les différents découpages administratifs plaçaient Nancy en plein centre d'un territoire entre Champagne et Alsace. De plus, le pouvoir central, méfiant envers la bourgeoisie des vieilles cités marchandes, préférait installer son pouvoir déconcentré dans des villes plus "sûres" et favorisait ainsi des villes comme Rennes plutôt que Nantes ou Aix plutôt que Marseille et donc Nancy plutôt que Metz. On vit donc la cour d'appel de justice s'installer dans l'ancienne capitale ducale, de même que le Rectorat (même si Metz fut siège d'académie sous Napoléon 1er, avec le rattachement des départements des Ardennes et des Forêts- Le Luxembourg.), bien que Nancy fut à l'époque une ville beaucoup moins peuplée et renommée que Metz.
Mais l'évènement qui devait exacerber la rivalité entre les deux villes fut la guerre de 1870-71 contre la Prusse. Metz annexée, une grande partie de l'élite politique, intellectuelle et économique de la ville partit s'exiler dans la ville d'à côté. Les deux villes étant situées dorénavant de chaque côté de la frontière, elles devinrent les symboles d'une lutte d'influence entre les deux pouvoirs en place, chacun cherchant à embellir et à éblouir son voisin et ennemi et affirmer sa supériorité économique et intellectuelle.
Tandis que le Kaizer entreprenait de grands travaux à Metz, avec une gare monumentale comme centre d'une nouvelle ville, Nancy, promue capitale de l'Est de facto voyait sa population passer de 50.000 à 110.000 habitants en quelques décennies et devenait un centre économique et artistique de renom, de même que le fief des idées ultra nationalistes portées notamment par Maurice Barrès. Entre les lorrains restés à Metz se présentant comme des résistants et ceux partis à Nancy s'affichant comme patriotes, la haine s'installa.
A l'armistice de 1918, Metz redevenue française ne reconnaît plus sa voisine du sud. Les équilibres ont changé. Si Metz reproche à Nancy d'avoir profité de son malheur pour se développer, à Nancy on ne tient pas à lâcher quoi que ce soit à une ville de "boches", où on va même jusqu'à avoir deux jours fériés de plus et où on suit des cours de religion dans l'école de la République. Dès lors, la politique locale de part et d'autre se limitera souvent à empêcher la ville rivale d'obtenir un quelconque avantage. Il faudra ainsi attendre les années 1970 pour que Metz obtienne son université malgré le lobbying actif de Nancy contre cette décision. De même, les élus mosellans feront peser de tout leur poids pour que l'autoroute A4 passe au nord de Metz.
Plus récemment, la bataille a fait rage pour l'emplacement de l'aéroport régional et de la gare TGV, finalement construits sur les champs de betteraves d'un village situé entre les deux villes, et Nancy a obtenu de haute lutte les infrastructures hospitalières régionales. Néanmoins, le plus gros coup de semonce pour les nancéens a sans doute été le choix, en 1972, d'attribuer le siège du conseil régional à Metz.
Aujourd'hui, les luttes d'influence se situent sur un plan qui va bien au delà des limites de la région. Metz s'est résolument tournée vers l'espace économique Sar-Lor-Lux, situé en plein coeur de la "Banane Bleue", tandis que Nancy tente de promouvoir un espace économique et financier Grand Est dont elle serait le centre. Les deux villes se tournent le dos à nouveau, elles n'auront finalement convergé que dans les rancœurs, à un moment douloureux de l'histoire. Cette rivalité si profonde et historique entre les deux villes se reflètent parfaitement dans le football avec la bataille entre supporters pour la "capitale historique de la Lorraine",,,,.

## Historique

### Les prémices du derby lorrain (1946 - 1962)
Le FC Metz est fondé en 1919 et possède pour rival le FC Nancy, unique club de la ville de Nancy à l'époque qui disparaît en 1968. Les derbys entre les deux clubs sont légèrement en la faveur du club nancéien avec onze victoires pour le FC Nancy et neuf pour le FC Metz. À l'époque, il s'agissait déjà de revendiquer la mentalité bien distante entre les deux villes et les deux régions (Moselle et Meurthe-et-Moselle).

### Les premiers derbys (1967-1980)
C'est en 1967 que l'AS Nancy-Lorraine voit le jour qui devient le principal club de la ville de Nancy. Le premier derby a lieu le 10 mars 1968 au stade Saint-Symphorien pour un match de Coupe de France où le FC Metz s'impose sur le score de deux buts à un. Avec la montée de l'AS Nancy-Lorraine en Division 1, le derby lorrain se joue régulièrement sans interruption dans les années 70 et devient rapidement en la faveur du FC Metz avec huit victoires contre trois pour l'AS Nancy-Lorraine (et sept matchs nul).

### Domination de l'ASNL (1980 - 1985)
À partir de 1980 et jusque 1985, le FC Metz ne s'impose qu'une seule fois en onze matchs face à son grand rival, une véritable domination de l'AS Nancy-Lorraine durant ces cinq années.

### L'âge d'or du FC Metz (1981-2000)
Entre 1984 et 1998, le football lorrain est dominé par le FC Metz, qui réalise de bonnes saisons en Division 1, en coupe d'Europe (Coupe UEFA, coupe Intertoto, Coupe des vainqueurs de Coupes de l'UEFA et même deux matchs de la Ligue des Champions de l'UEFA) et dans les deux coupes nationales du pays (vainqueur de la Coupe de France deux fois et de deux Coupe de la Ligue) alors que l'AS Nancy-Lorraine enchaine les saisons difficiles en Division 2. Le derby lorrain tourne une nouvelle fois en la faveur du club grenat avec dix victoires et trois matchs nul contre "seulement" cinq victoires pour l'AS Nancy-Lorraine.

### De nos jours (depuis 2002)
Fraichement relégué en Ligue 2, le FC Metz reste invaincu face au rival jusqu'au 22 mars 2008 où l'AS Nancy-Lorraine, alors dans le haut de tableau de Ligue 1 et récemment vainqueur de sa première Coupe de la Ligue en 2006, remporte son derby sur le score de deux buts à un face à un FC Metz qui fait régulièrement "l'ascenseur" entre la Ligue 1 et la Ligue 2.
Cette forte rivalité, classée parfois comme étant d'un autre âge, continue de déplacer des foules et est qualifiée de « rivalité mythique » par la presse. Chacune des deux équipes possède sa propre histoire, son palmarès, ses joueurs emblématiques, ses matches d’anthologies, mais également une fierté régionale à défendre, ce qui contribue à renforcer la rivalité entre Nancy et Metz.

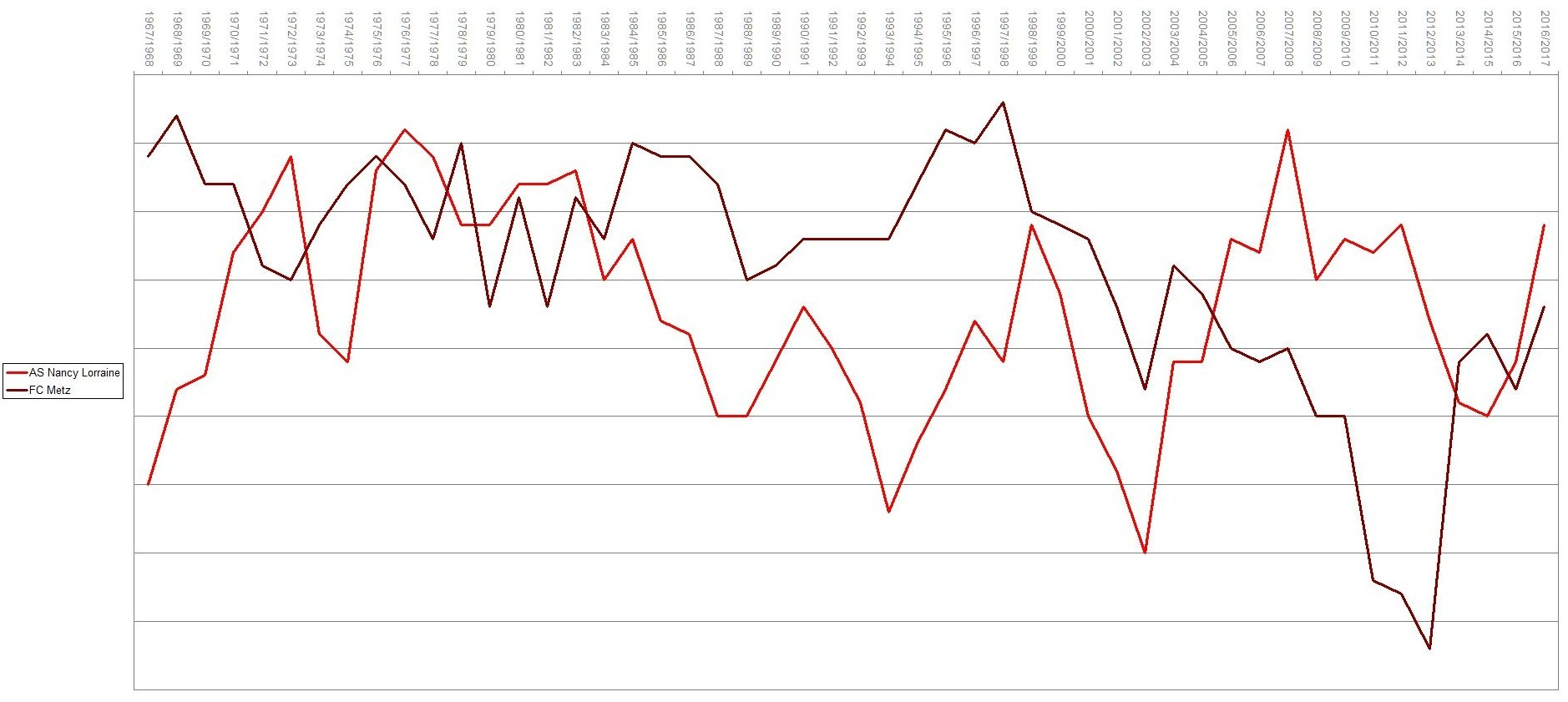
Évolution par saison de l'AS Nancy-Lorraine et du FC Metz de 1967 à 2017.

La tendance actuelle continue dans ce sens avec un retour sur le devant de la scène du FC Metz qui, lors de la saison 2012/2013, est promu en Ligue 2 après une seconde place de National, tandis qu'au même moment Nancy dégringole dans la même division. C'est alors un retour du derby lorrain pour la première fois depuis 6 ans,. Au cours de cette saison, le FC Metz aura remporté les deux derbys avant d'accéder à la Ligue 1 pour la saison 2014/2015. Les deux clubs se retrouvent en Ligue 2 pour la saison 2015/2016 avec pour tous deux l'ambition de remonter en Ligue 1 ce qu'ils feront tous les deux pour la saison 2016/2017. Cette saison de Ligue 2 marquera l'histoire des derbys lorrain avec le but égalisateur de Romain Métanire au stade Marcel-Picot lors de l'ultime minute. Lors de la saison 2016/2017 en Ligue 1, l'AS Nancy-Lorraine remporte quatre buts à zéro son match aller tandis que le FC Metz s'impose devant son public au match retour sur le score de deux buts à zéro. l'AS Nancy-Lorraine est relégué et se retrouve donc seul en Ligue 2 en 2017/2018. Les deux équipes se retrouvent en Ligue 2 pour la saison 2018/2019, ce qui est synonyme de deux derbys en plus. Mais le FC Metz finit champion de Ligue 2 avec 81 points significatifs de promotion en Ligue 1, tandis que l'AS Nancy-Lorraine se stabilise avec 42 points. Lors des derbys, le FC Metz remporte trois buts à zéro son derby chez lui tandis que l'AS Nancy-Lorraine s'impose un but à zéro à Marcel-Picot face à son rival déjà champion de Ligue 2.

## Les derbys entre le FC Metz et le FC Nancy
À la suite de la création de la première division française de football professionnel, la ville de Metz perd son derby local entre le CA Messin (actuel FC Metz) et l'AS Messine, deuxième club historique de la ville qui fusionne avec le CA Messin en 1934. De l'autre côté de la région Lorraine, en Meurthe-et-Moselle, le FC Nancy commence doucement à lui aussi rentrer dans le monde professionnel du football.
Lors de la saison 1946-1947, les deux clubs se rencontrent pour la première fois de leur histoire. Malgré les 14 650 spectateurs ce jour-là pour voir la victoire écrasante six buts à zéro du FC Metz, aucun incident n'est souligné. Durant les années qui suivent, le FC Metz et le FC Nancy se rencontrent au total 22 fois, systématiquement en Division nationale (la première division).
Le bilan est légèrement à l'avantage des nancéiens avec 11 victoires face à 9 victoires pour le FC Metz et de 3 matchs nuls.
Les deux derniers derbys entre les deux clubs ont lieu lors de la saison 1961-1962 de Division nationale et de Coupe de France avec deux victoires du FC Nancy face à son grand rival sur le score de 1-0 sur les deux matchs au Stade Saint-Symphorien en championnat puis au Stade Marcel-Picot en demi-finale de Coupe de France. Par la suite, le FC Nancy sombrera petit à petit en Division Interrégionale (la deuxième division) avant de descendre une nouvelle fois au niveau régional lors de la saison 1964-1965 et de disparaître définitivement en 1968 après sa fusion avec le CO Villers-lès-Nancy.

Le tableau ci-dessous liste les rencontres entre le FC Metz et le FC Nancy.
- Victoire du FC Metz
- Victoire du FC Nancy

| Saison    | Championnat        | Rencontre  | Rés. | Date              | Buteur(s) pour Nancy                                                                                               | Buteur(s) pour Metz                                                                 | Spectateurs |
| --------- | ------------------ | ---------- | ---- | ----------------- | --- | ----------------------------------------------------------------------------------- | ----------- |
| 1946-1947 | Division nationale | Metz-Nancy | 6-0  | 26 septembre 1946 | - | Gustave Kemp (6e), (44e), (75e), (79e), (81e), Gabriel Hoffmann (46e)               | 14 650      |
| 1946-1947 | Division nationale | Nancy-Metz | 3-1  | 3 avril 1947      | Marcel Poblome (13e), (15e), Georges Sesia (66e)                                                                   | René Guthmuller (24e)                                                               |             |
| 1947-1948 | Division nationale | Metz-Nancy | 4-3  | 30 novembre 1947  | Georges Sesia (46e), Albert Guðmundsson (54e), (67e)                                                               | René Guthmuller (22e), (52e), Gabriel Hoffmann (61e), Gustave Kemp (73e)            |             |
| 1947-1948 | Division nationale | Nancy-Metz | 4-2  | 25 avril 1948     | Georges Sesia (16e), (20e), Marcel Poblome (38e), Émile Juillard (73e)                                             | René Guthmuller (60e), Raymond Battiston (88e)                                      |             |
| 1948-1949 | Division nationale | Nancy-Metz | 2-1  | 21 novembre 1948  | André Voisembert (32e), Émile Juillard (67e)                                                                       | Henri Baillot (20e)                                                                 | 11 263      |
| 1948-1949 | Division nationale | Metz-Nancy | 2-0  | 15 mai 1949       | - | Thadée Cisowski (34e) ,Henri Baillot (43e)                                          | 18 313      |
| 1949-1950 | Division nationale | Metz-Nancy | 3-0  | 4 décembre 1949   | - | Maryan Borkowski (23e) , Lucien Genet (57e), Helge Bronée ( 82ee (csc)              | 6 300       |
| 1949-1950 | Division nationale | Nancy-Metz | 7-2  | 30 avril 1950     | Max Sellal (2e), Helge Bronée (6e), (75e), Christian Bottollier (26e), (41e), (47e), Léon Deladerrière (66e)       | Henri Baillot (55e) , Thadée Cisowski (71e)                                         | 8 133       |
| 1951-1952 | Division nationale | Metz-Nancy | 4-2  | 21 octobre 1951   | Edmond Plewa (34e), (76e)                                                                                          | Kazimir Hnatow (7e) , Gilbert Marchal (31e), Nino Lévy (56e), Thadée Cisowski (65e) | 16 590      |
| 1951-1952 | Division nationale | Nancy-Metz | 2-2  | 9 mars 1952       | Léon Deladerrière (25e), Christian Bottollier (59e)                                                                | Henri Burda (7e) , Jean-Claude Kuhnapfel (35e)                                      | 15 490      |
| 1952-1953 | Division nationale | Metz-Nancy | 2-0  | 7 septembre 1952  | - | Gilbert Marchal (6e) , Edmond Plewa (51e)                                           | 9 150       |
| 1952-1953 | Division nationale | Nancy-Metz | 1-0  | 11 janvier 1953   | Rachid Belaïd (50e)                                                                                                | -                                                                                   | 14 190      |
| 1953-1954 | Division nationale | Nancy-Metz | 2-1  | 30 août 1953      | Juan Carlos Lorenzo (52e), Léon Deladerrière (80e)                                                                 | André Hess (16e)                                                                    | 10 759      |
| 1953-1954 | Division nationale | Metz-Nancy | 2-4  | 10 janvier 1954   | Léon Deladerrière (1re), (62e), Juan Carlos Lorenzo (78e), Lucien Mille (83e)                                      | Antonio Acosta (52e), (58e)                                                         | 5 962       |
| 1954-1955 | Division nationale | Metz-Nancy | 0-0  | 7 novembre 1954   | - | -                                                                                   | 11 885      |
| 1954-1955 | Division nationale | Nancy-Metz | 7-0  | 20 mars 1955      | Christian Bottollier (29e), (88e), Jean Hédiart (58e), Léon Deladerrière (64e), Roger Piantoni (78e), (79e), (89e) | -                                                                                   | 11 199      |
| 1955-1956 | Division nationale | Nancy-Metz | 1-2  | 28 août 1955      | Roger Piantoni (70e)                                                                                               | André Hess (62e), Jean Rongoni (79e)                                                | 10 565      |
| 1955-1956 | Division nationale | Metz-Nancy | 2-0  | 2 avril 1956      | - | Henri Burda (34e), André Hess (87e)                                                 | 11 977      |
| 1956-1957 | Division nationale | Metz-Nancy | 1-1  | 9 décembre 1956   | Roger Piantoni (25e)                                                                                               | Antonio Acosta (30e)                                                                | 7 365       |
| 1956-1957 | Division nationale | Nancy-Metz | 0-2  | 20 janvier 1957   | - | Jean Rongoni (50e), Basile Pryszlak (85e)                                           | 8 338       |
| 1961-1962 | Division nationale | Nancy-Metz | 3-0  | 15 octobre 1961   | Alberto Muro (50e), (81e), Antoine Groschulski (78e)                                                               | -                                                                                   | 13 804      |
| 1961-1962 | Division nationale | Metz-Nancy | 0-1  | 25 mars 1962      | Antoine Groschulski (62e)                                                                                          | -                                                                                   | 11 242      |
| 1961-1962 | Coupe de France    | Nancy-Metz | 1-0  | 1er avril 1962    | Orlando Gauthier (49e)                                                                                             | -                                                                                   | 18 150      |

## Les derbys entre le FC Metz et l'AS Nancy-Lorraine
- Victoire du FC Metz
- Victoire de l'AS Nancy Lorraine

| Saison    | Championnat       | Rencontre  | Rés. | Date              | Buteur(s) pour Nancy                                          | Buteur(s) pour Metz                                        | Spectateurs |
| --------- | ----------------- | ---------- | ---- | ----------------- | ------------------------------------------------------------- | ---------------------------------------------------------- | ----------- |
| 1967-1968 | Coupe de France   | Metz-Nancy | 2-1  | 10 mars 1968      | Eddy Dublin (62e)                                             | Gilbert Le Chenadec (15e), Johny Léonard (85e)             | 8 541       |
| 1970-1971 | Division 1        | Nancy-Metz | 1-1  | 3 octobre 1970    | Ehrhardt (9e)                                                 | Hausknecht (14e)                                           | 16 956      |
| 1970-1971 | Division 1        | Metz-Nancy | 1-1  | 3 avril 1971      | Wiberg (5e)                                                   | Sondergaard (57e)                                          | 15 484      |
| 1971-1972 | Division 1        | Metz-Nancy | 0-1  | 28 août 1971      | Mariot (47e)                                                  | -                                                          | 20 067      |
| 1971-1972 | Division 1        | Nancy-Metz | 1-1  | 30 janvier 1972   | Castronovo (18e)                                              | Combin (52e)                                               | 12 741      |
| 1972-1973 | Division 1        | Nancy-Metz | 0-2  | 4 octobre 1972    | -                                                             | Tota (32e), Pérignon (40e)                                 | 13 357      |
| 1972-1973 | Division 1        | Metz-Nancy | 1-0  | 23 mars 1973      | -                                                             | Castellan (65e)                                            | 14 405      |
| 1973-1974 | Division 1        | Metz-Nancy | 3-3  | 25 septembre 1973 | Herbet (41e), Di Caro (71e), Vicq (83e)                       | Braun (39e, 50e), Hausknecht (82e)                         | 11 293      |
| 1973-1974 | Division 1        | Nancy-Metz | 2-1  | 24 février 1974   | Herbet (2e), Castronovo (67e)                                 | Tota (57e)                                                 | 12 129      |
| 1975-1976 | Division 1        | Nancy-Metz | 0-0  | 4 octobre 1975    | -                                                             | -                                                          | 16 282      |
| 1975-1976 | Division 1        | Metz-Nancy | 4-1  | 16 mars 1976      | Platini (82e)                                                 | Curioni (28e, 61e), Hausknecht (53e), Braun (66e)          | 19 766      |
| 1976-1977 | Division 1        | Nancy-Metz | 4-1  | 2 octobre 1976    | Rubio (32e, 51e, 70e)                                         | Braun (18e)                                                | 22 136      |
| 1976-1977 | Division 1        | Metz-Nancy | 3-0  | 5 mars 1977       | -                                                             | Curioni (27e), Braun (59e, 64e)                            | 21 344      |
| 1977-1978 | Division 1        | Metz-Nancy | 3-0  | 23 septembre 1977 | -                                                             | Braun (30e, 60e), Raspollini (86e)                         | 20 839      |
| 1977-1978 | Division 1        | Nancy-Metz | 0-0  | 11 mai 1978       | -                                                             | -                                                          | 10 000      |
| 1978-1979 | Division 1        | Nancy-Metz | 1-1  | 25 août 1978      | Pintenat (4e)                                                 | Kaspeczak (85e)                                            | 20 534      |
| 1978-1979 | Division 1        | Metz-Nancy | 3-1  | 24 avril 1979     | Zénier (13e)                                                  | Kaspeczak (38e), Bracigliano (56e), Hinschberger (71e)     | 12 710      |
| 1979-1980 | Division 1        | Metz-Nancy | 2-1  | 10 août 1979      | Rouyer (41e)                                                  | Diallo (40e), Synaeghel (60e)                              | 16 818      |
| 1979-1980 | Division 1        | Nancy-Metz | 0-1  | 16 décembre 1979  | -                                                             | Zaremba (88e)                                              | 7 000       |
| 1980-1981 | Division 1        | Nancy-Metz | 2-0  | 5 août 1980       | Umpiérrez (40e), Rouyer (65e)                                 | -                                                          | 10 266      |
| 1980-1981 | Division 1        | Metz-Nancy | 2-0  | 6 décembre 1980   | -                                                             | Sonor (20e), Raspollini (89e)                              | 6 729       |
| 1981-1982 | Division 1        | Metz-Nancy | 1-2  | 12 septembre 1981 | Zénier (39e), Rubio (52e)                                     | Mahut (41e)                                                | 11 430      |
| 1981-1982 | Division 1        | Nancy-Metz | 2-2  | 20 février 1982   | Zénier (40e, 79e SP), Rubio (52e)                             | Morgante (23e, 75e)                                        | 8 543       |
| 1982-1983 | Coupe de la Ligue | Nancy-Metz | 2-0  | 8 juin 1982       | Jeannol (43e), Ferrière (76e)                                 | -                                                          | ?           |
| 1982-1983 | Division 1        | Metz-Nancy | 2-3  | 2 octobre 1982    | Neubert (29e), Meyer (61e, 88e)                               | Hinschberger (52e), Krimau (55e)                           | 15 082      |
| 1982-1983 | Division 1        | Nancy-Metz | 4-0  | 9 mars 1983       | Umpiérrez (44e), Rubio (46e, 75e), Meyer (77e)                | -                                                          | 7 560       |
| 1983-1984 | Division 1        | Nancy-Metz | 2-1  | 1er octobre 1983  | Jacques (41e), Germain (80e)                                  | Bracigliano (53e)                                          | 10 576      |
| 1983-1984 | Division 1        | Metz-Nancy | 1-2  | 10 mars 1984      | Meyer (29e), Jeannol (43e)                                    | Thys (22e)                                                 | 9 012       |
| 1984-1985 | Division 1        | Nancy-Metz | 2-1  | 7 septembre 1984  | Martin (18e, 62e)                                             | Hinschberger (48e)                                         | 11 548      |
| 1984-1985 | Division 1        | Metz-Nancy | 2-2  | 3 février 1985    | Picot (13e), Jacques (30e)                                    | Sonor (55e), Bocandé (63e)                                 | 17 000      |
| 1985-1986 | Division 1        | Metz-Nancy | 3-1  | 2 novembre 1985   | Philippe (68e)                                                | Markov (45e), Bocandé (61e), Six (71e)                     | 17 678      |
| 1985-1986 | Division 1        | Nancy-Metz | 0-2  | 2 novembre 1985   | -                                                             | Bocandé (68e), Hinschberger (88e)                          | 10 398      |
| 1986-1987 | Coupe de la Ligue | Metz-Nancy | 2-0  | 4 juillet 1986    | -                                                             | ?                                                          | ?           |
| 1986-1987 | Coupe de la Ligue | Nancy-Metz | 3-2  | 25 juillet 1986   | ?                                                             | ?                                                          | ?           |
| 1986-1987 | Division 1        | Nancy-Metz | 0-0  | 13 septembre 1986 | -                                                             | -                                                          | 13 846      |
| 1986-1987 | Division 1        | Metz-Nancy | 2-0  | 14 mars 1986      | -                                                             | Zénier (37e), Micciche (82e)                               | 11 791      |
| 1987-1988 | Coupe de France   | Nancy-Metz | 1-0  | 30 mars 1988      | Stephen (71e)                                                 | -                                                          | 11 923      |
| 1987-1988 | Coupe de France   | Metz-Nancy | 2-0  | 5 avril 1988      | -                                                             | Hinschberger (29e), Owubokiri (71e)                        | 16 824      |
| 1990-1991 | Division 1        | Metz-Nancy | 4-0  | 6 octobre 1990    | -                                                             | Haon (18e), Brnovic (33e), Asanovic (37e), Calderaro (51e) | 23 673      |
| 1990-1991 | Division 1        | Nancy-Metz | 0-1  | 15 mars 1991      | -                                                             | Gaillot (60e)                                              | 10 569      |
| 1991-1992 | Division 1        | Nancy-Metz | 1-3  | 10 août 1991      | Morgante (14e)                                                | Romano (15e), Gaillot (40e), Calderaro (77e)               | 18 000      |
| 1991-1992 | Division 1        | Metz-Nancy | 0-1  | 3 mars 1992       | Vairelles (65e)                                               | -                                                          | 11 491      |
| 1996-1997 | Division 1        | Metz-Nancy | 1-0  | 6 septembre 1996  | -                                                             | Traoré (61e)                                               | 23 486      |
| 1996-1997 | Division 1        | Nancy-Metz | 2-3  | 25 janvier 1997   | Rabesandratana (81e, 84e)                                     | Pires (31e), Blanchard (55e, 90e)                          | 14 658      |
| 1998-1999 | Division 1        | Metz-Nancy | 2-3  | 4 octobre 1998    | Koné (16e), Cascarino (60e), Koné (63e)                       | Boffin (45e), Meyrieu (90e)                                | 21 307      |
| 1998-1999 | Division 1        | Nancy-Metz | 1-0  | 9 avril 1999      | Wiart (42e)                                                   | -                                                          | 15 667      |
| 1999-2000 | Division 1        | Metz-Nancy | 2-2  | 13 octobre 1999   | Lefèvre (7e), Mouret (68e)                                    | Padovano (42e), Jestrovic (54e)                            | 24 402      |
| 1999-2000 | Division 1        | Nancy-Metz | 0-0  | 16 février 2000   | -                                                             | -                                                          | 13 219      |
| 2002-2003 | Ligue 2           | Nancy-Metz | 1-2  | 3 novembre 2002   | Hadji (36e)                                                   | Adebayor (38e), Proment (76e)                              | 12 969      |
| 2002-2003 | Coupe de France   | Nancy-Metz | 0-1  | 25 janvier 2003   | -                                                             | Borbiconi (10e)                                            | 9 409       |
| 2002-2003 | Ligue 2           | Metz-Nancy | 4-0  | 5 avril 2003      | -                                                             | Walter (39e), Frutos (57e), Niang (79e), Pouget (87e)      | 21 081      |
| 2005-2006 | Ligue 1           | Nancy-Metz | 1-1  | 17 septembre 2005 | Luiz (1re)                                                    | Renouard (73e)                                             | 20 052      |
| 2005-2006 | Ligue 1           | Metz-Nancy | 0-0  | 29 janvier 2006   | -                                                             | -                                                          | 18 324      |
| 2007-2008 | Ligue 1           | Metz-Nancy | 0-0  | 27 octobre 2007   | -                                                             | -                                                          | 19 585      |
| 2007-2008 | Ligue 1           | Nancy-Metz | 2-1  | 22 mars 2008      | Hadji (51e), Zerka (89e)                                      | Bessat (87e)                                               | 18 768      |
| 2013-2014 | Ligue 2           | Metz-Nancy | 3-0  | 24 septembre 2013 | -                                                             | Ngbakoto (6e), Sarr (84e), Nsor (86e)                      | 23 506      |
| 2013-2014 | Ligue 2           | Nancy-Metz | 0-1  | 1er mars 2014     | -                                                             | Sakho (45e)                                                | 19 028      |
| 2015-2016 | Ligue 2           | Metz-Nancy | 0-0  | 18 septembre 2015 | -                                                             | -                                                          | 24 071      |
| 2015-2016 | Ligue 2           | Nancy-Metz | 2-2  | 5 février 2016    | Dalé (21e), Lusamba (46e)                                     | Lenglet (csc, 38e), Métanire (91e)                         | 19 152      |
| 2016-2017 | Ligue 1           | Nancy-Metz | 4-0  | 30 novembre 2016  | Pedretti (38e), Cuffaut (79e), Dia (80e), Ait Bennasser (93e) | -                                                          | 19 085      |
| 2016-2017 | Ligue 1           | Metz-Nancy | 2-1  | 29 avril 2017     | Maouassa (41e)                                                | Sarr (28e),Nguette(53e)                                    | 20 009      |
| 2018-2019 | Ligue 2           | Metz-Nancy | 3-0  | 29 janvier 2019   | -                                                             | Niane (41e, 81e), Maïga (74e)                              | 18 752      |
| 2018-2019 | Ligue 2           | Nancy-Metz | 1-0  | 10 mai 2019       | Amine Bassi (34e)                                             | -                                                          | 16 094      |

### Bilan général
Au 10 mai 2019
| Compétition       | Compétition       | Matchs | Équipe victorieuse | Équipe victorieuse | Équipe victorieuse | Buts marqués | Buts marqués |
| Compétition       | Compétition       | Matchs | FCM                | Match nul          | ASNL               | FCM          | ASNL         |
| ----------------- | ----------------- | ------ | ------------------ | ------------------ | ------------------ | ------------ | ------------ |
| Championnat       | Ligue 1           | 48     | 18                 | 15                 | 15                 | 67           | 58           |
| Championnat       | Ligue 2           | 8      | 5                  | 2                  | 1                  | 15           | 4            |
| Coupe de France   | Coupe de France   | 4      | 3                  | 0                  | 1                  | 5            | 2            |
| Coupe de la Ligue | Coupe de la Ligue | 3      | 1                  | 0                  | 2                  | 4            | 5            |
| Total             | Total             | 63     | 27                 | 17                 | 19                 | 91           | 69           |

### Bilan par stade
La totalité des derbys en rencontres officielles entre le FC Metz et l'AS Nancy-Lorraine se sont respectivement dérouler au Stade Saint-Symphorien et au Stade Marcel-Picot. Au 10 mai 2019, toutes compétitions confondues
| Stade                | Matchs | Équipe victorieuse | Équipe victorieuse | Équipe victorieuse | Buts marqués | Buts marqués |
| Stade                | Matchs | FCM                | Match nul          | ASNL               | FCM          | ASNL         |
| -------------------- | ------ | ------------------ | ------------------ | ------------------ | ------------ | ------------ |
| St-Symphorien (Metz) | 31     | 18                 | 7                  | 6                  | 60           | 26           |
| Marcel-Picot (Nancy) | 32     | 9                  | 10                 | 13                 | 31           | 43           |
| Total                | 63     | 27                 | 17                 | 19                 | 91           | 69           |

## Résultats sportifs

### Palmarès
Les palmarès des deux clubs sont comparables. Néanmoins, celui du FC Metz est plus garni, le club ayant gagné la Coupe de France deux fois, en 1984 et 1988 tandis que l'AS Nancy-Lorraine à un titre de moins remporté en 1978. En Coupe de la Ligue, le FC Metz possède deux trophées (dont un sous l'ancienne version de la coupe) gagné en 1986 et 1996, l'AS Nancy-Lorraine n'en possédant qu'un seul, celui de 2006. En championnat de France de première division, aucun n'a déjà remporté le championnat mais le FC Metz a obtenu une seconde place en 1998 derrière le RC Lens tandis que l'AS Nancy-Lorraine n'a jamais terminé sur le podium de Ligue 1 dans son histoire. En championnat de deuxième division française, le FC Metz possède quatre titres, tandis que l'AS Nancy-Lorraine en possède cinq,. En 2025, l’AS Nancy-Lorraine remporte son premier titre de champion de National 1, obtenant ainsi le huitième titre de son histoire, tandis que le FC Metz n’a jamais remporté ce trophée, terminant vice-champion en 2013 derrière l’US Créteil-Lusitanos.
| Compétition          | Titre pour le FC Metz | Dernier titre | Titre pour l'AS Nancy-Lorraine | Dernier titre |
| -------------------- | --------------------- | ------------- | ------------------------------ | ------------- |
| Division 1 / Ligue 1 | 0                     | -             | 0                              | -             |
| Division 2 / Ligue 2 | 4                     | 2019          | 5                              | 2016          |
| National 1           | 0                     | -             | 1                              | 2025          |
| Coupe de France      | 2                     | 1988          | 1                              | 1978          |
| Coupe de la Ligue    | 2                     | 1996          | 1                              | 2006          |
| Total                | 8                     | -             | 8                              | -             |

### Série d'invincibilité
Au cours de l'histoire du derby lorrain, quelques séries d'invincibilité ont pu se créer, néanmoins, c'est l'AS Nancy-Lorraine qui détient le record de matchs sans défaites d'affilée face au rival avec 8 matchs sans défaites en championnat dans les années 80. Le FC Metz, quant à lui, a réussi à être invaincu durant 7 matchs d'affilée deux fois au cours de l'histoire du derby lorrain ; une fois fin des années 70 et l'autre fin des années 90 jusqu'à la fin des années 2000.
| Club              | Du                             | Au                            | Série               |
| AS Nancy-Lorraine | 12 septembre 1981 FCM 1-2 ASNL | 3 février 1985 FCM 2-2 ASNL   | 8 matches (6V - 2N) |
| FC Metz           | 5 mars 1977 FCM 3-0 ASNL       | 16 décembre 1979 ASNL 0-1 FCM | 7 matches (5V - 2N) |
| FC Metz           | 13 octobre 1999 FCM 2-2 ASNL   | 27 octobre 2007 FCM 0-0 ASNL  | 7 matches (2V - 5N) |

## Quelques derbys mémorables
- Si vous ne connaissez pas le sujet, laissez ce bandeau (vous pouvez alors contacter les auteurs).
- Si vous supprimez le contenu mis en cause (vous pouvez préalablement contacter les auteurs),

argumentez précisément cette suppression dans la page de discussion
(un manque de référence n'est pas un argument ; une recherche réelle de référence doit avoir été effectuée, être formellement documentée).

### Années 1960
- 10 mars 1968 : FCM 2 - 1 ASNL

Premier derby de l'histoire entre le FC Metz et l'AS Nancy-Lorraine, le match se déroule devant 8 541 spectateurs au stade Saint-Symphorien de Metz pour un match de Coupe de France. Gilbert Le Chenadec est le premier buteur de l'histoire du derby lorrain entre les deux clubs en ouvrant le score à la 15ème minute de jeu. Malgré l'égalisation d'Eddy Dublin, le FC Metz remporte ce premier derby avec un second but de Johny Léonard.

### Années 1970
- 28 août 1971 : FCM 0 - 1 ASNL

Première victoire de l'AS Nancy-Lorraine dans le derby lorrain et en plus de cela sur le terrain du rival devant 20 067 spectateurs (première fois aussi que les 20 000 spectateurs sont atteints dans l'histoire du derby lorrain) grâce à un but à la 47ème minute d'Yves Mariot.
- 2 octobre 1976 : ASNL 4 - 1 FCM

C'est la première fois dans l'histoire de ce derby qu'un joueur marque un triplé. En effet, Paco Rubio inscrit trois buts contre le FC Metz respectivement à la 32ème, 51ème et 70ème minute de jeu pour une victoire écrasante des nancéiens sur le score de quatre buts à un au stade Marcel-Picot. Ce match constitue aussi la plus grosse affluence du derby lorrain lors d'un match à Nancy.

### Années 1980
- 9 mars 1983 : ASNL 4 - 0 FCM

Première fois que l'un des deux clubs inscrit quatre buts au rival sans en encaisser en retour. Il faudra attendre le derby de 1990 (victoire 4-0 de Metz), de 2003 (victoire 4-0 de Metz) et celui de 2016 (victoire 4-0 de Nancy) pour revoir cela.
- 5 avril 1988 : FCM 2 - 0 ASNL

Match retour de 1/16e de finale de Coupe de France 1987-1988 après une défaite 1-0 à l'aller pour le FC Metz. Devant son public, Metz s'impose deux buts à zéro dans ce derby grâce à des réalisations de Philippe Hinschberger et de Richard Daddy Owubokiri qui permet donc aux grenats de se rendre en 1/8e de finale de la compétition. Cette saison-là, Metz remportera le trophée.

### Années 1990
- 25 janvier 1997 : ASNL 2 - 3 FCM

Mené une première fois deux buts à zéro, l'AS Nancy-Lorraine pense obtenir le point du nul en égalisant à la 84e minute grâce à Éric Rabesandratana, mais Jocelyn Blanchard inscrit le but ultime de la rencontre à la toute dernière minute du match dans un silence glacial de la part des supporters nancéiens.
- 4 octobre 1998 : FCM 2 - 3 ASNL

C'est la dernière victoire en date de l'AS Nancy-Lorraine sur le terrain de son grand rival pourtant favori lors de cette rencontre après sa seconde place de Division 1 la saison dernière.

### Années 2000
- 3 novembre 2002 : ASNL 1 - 2 FCM

Le premier derby lorrain en Ligue 2 qui se conclue sur une victoire deux buts à un au stade Marcel-Picot pour le FC Metz avec des réalisations d'Emmanuel Adebayor et de Grégory Proment, deux jeunes formés au club.
- 22 mars 2008 : ASNL 2 - 1 FCM

Quasiment relégué, le FC Metz égalise face à un ASNL sur le podium de Ligue 1, mais Moncef Zerka marque le but décisif en toute fin de match, douche froide pour les grenats.

### Années 2010
- 24 septembre 2013 : FCM 3 - 0 ASNL

Retour du derby lorrain après 5 ans d'absence qui se marque par des affrontements violents entre supporters à l'intérieur du stade Saint-Symphorien et d'un match arrêté deux fois en quatre-vingt-dix minutes. Metz remporte la bataille trois buts à zéro dans une ambiance totalement électrique.
- 5 février 2016 : ASNL 2 - 2 FCM

Auteur d'un match franchement maîtrisé, l'AS Nancy-Lorraine craque lors de l'ultime minute face à un Romain Métanire très inspiré qui crucifie les supporters nancéiens au stade Marcel-Picot. Les supporters du FC Metz sortiront après ce match le slogan "Je t'aime comme un but de Métanire à la 91ème".
- 30 novembre 2016 : ASNL 4 - 0 FCM

La dernière immense humiliation en date dans ce derby lorrain du côté du stade Marcel-Picot, le FC Metz rate complètement son match face à son rival et s'incline logiquement quatre buts à zéro dans une ambiance des grands soirs à Nancy.

## Autour de la rivalité

### Stades et affluences

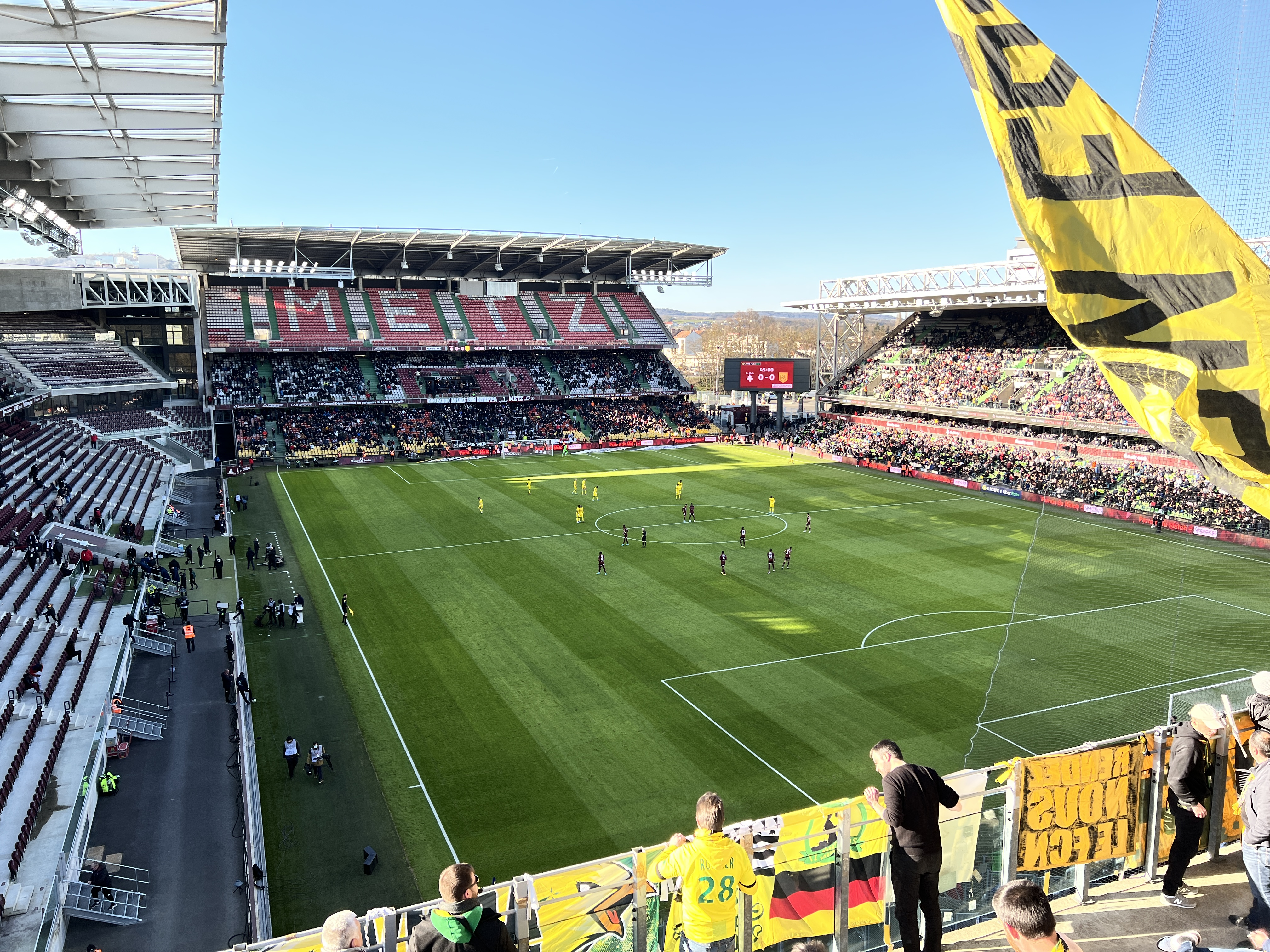
Le Stade Saint-Symphorien du FC Metz

Le Stade Marcel-Picot de l'AS Nancy-Lorraine

Les rencontres entre le FC Metz et l'AS Nancy-Lorraine se déroulent respectivement au stade Saint-Symphorien de Metz (28 786 places) et au stade Marcel-Picot de Nancy (20 087 places). Le record d'affluence dans le derby lorrain est de 24 402 spectateurs à Metz lors de la rencontre en Division 1 de 1999-2000 (2-2) et de 22 136 spectateurs à Nancy lors de la rencontre en Division 1 de 1976-1977 (victoire 4-1 de l'ASNL).

### Incidents

#### Rixe avant le match Nancy - Havre de 2008
En 2008, avant le match opposant l'AS Nancy-Lorraine et le Havre AC lors de la 4e journée de Ligue 1, des supporters du Havre et de Metz étaient rassemblés à Louvigny en Moselle pour un barbecue en fêtant la belle amitié entre certains supporters ultras des deux clubs. Aux alentours de 15h, des supporters nancéiens font irruptions dans la salle polyvalente de la ville armés notamment de battes de base-ball ce qui cause une dizaine de blessés légers.

#### Derby de 2013-2014 à Metz

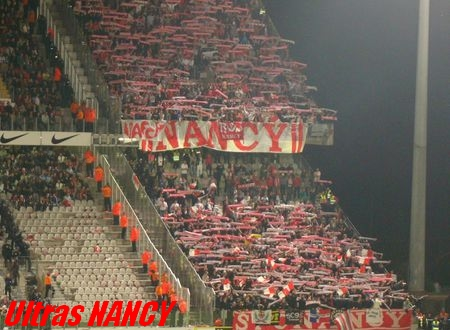
Le parcage nancéien lors du derby Metz-Nancy en 2013.

En 2013, lors de la réception de l'AS Nancy-Lorraine au stade Saint-Symphorien pour la 8e journée du championnat de Ligue 2, des supporters messins encagoulés ont d'abord essayé d'en découdre avec leurs homologues nancéiens, ces derniers sont même allés attendre leurs rivaux au pied de leur tribune. La police a utilisé des gaz lacrymogènes qui ont permis de disperser supporters du FC Metz. Des incidents ont également eu lieu avant le coup d'envoi alors que les stadiers nancéiens n'étaient pas encore installés, certains supporters nancéiens se sont précipités vers leurs homologues messins et ont commencé à lancer des projectiles, un stadier a été sérieusement blessé à la tête. À peine plus de deux minutes de jeu, ce derby lorrain a dû être interrompu. Alors qu'il s'apprêtait à tirer un corner, le Messin Kévin Lejeune a été visé par un pétard, lancé depuis le parcage nancéien. Les incidents ont repris en début de deuxième période, alors que le FC Metz menait 1-0. La rencontre a alors été interrompue une seconde fois mais elle a pu aller jusqu'à son terme.

## D'un club à l'autre

### Joueurs
Au 20 septembre 2024
- De l'ASNL au FC Metz[53]

| Nom                  | Nat. | Poste     | Nancy               | Nancy  | Nancy | Metz      | Metz   | Metz |
| Nom                  | Nat. | Poste     | Période             | Matchs | Buts  | Période   | Matchs | Buts |
| -------------------- | ---- | --------- | ------------------- | ------ | ----- | --------- | ------ | ---- |
| Fathi Chebel         |      | Milieu    | 1975-1978           | 50     | 3     | 1978-1980 | 42     | 1    |
| Fernando Zappia      |      | Défenseur | 1980-1983/1989-1990 | 147    | 1     | 1983-1987 | 160    | 2    |
| Albert Cartier       |      | Défenseur | 1980-1987           | 193    | 2     | 1987-1995 | 251    | 7    |
| David Zitelli        |      | Attaquant | 1986-1992           | 182    | 74    | 1992-1995 | 99     | 30   |
| Jean-Philippe Séchet |      | Milieu    | 1991-1992/1996-1997 | 56     | 10    | 1992-1994 | 74     | 12   |
| Éric Bertrand        |      | Défenseur | 1984-1992           | 186    | 5     | 1992-1995 | 52     | 0    |
| Christophe Bastien   |      | Milieu    | 1995-1999           | 96     | 18    | 1999-2003 | 105    | 13   |
| Sébastien Schemmel   |      | Défenseur | 1993-1998           | 161    | 1     | 1998-2001 | 76     | 2    |
| Benjamin Nicaise     |      | Milieu    | 2000-2004           | 118    | 4     | 2004-2005 | 16     | 0    |
| Frédéric Biancalani  |      | Défenseur | 1993-2001/2002-2009 | 392    | 12    | 2009-2010 | 20     | 0    |
| Vagner Dias          |      | Attaquant | 2018-2020           | 37     | 14    | 2020-2023 | 37     | 6    |
| Amine Bassi          |      | Milieu    | 2017-2021           | 119    | 26    | 2021-2023 | 10     | 0    |

- Du FC Metz à l'ASNL[54]

| Nom            | Nat. | Poste     | Metz                | Metz   | Metz | Nancy     | Nancy  | Nancy |
| Nom            | Nat. | Poste     | Période             | Matchs | Buts | Période   | Matchs | Buts  |
| -------------- | ---- | --------- | ------------------- | ------ | ---- | --------- | ------ | ----- |
| Guy Formici    |      | Gardien   | 1967-1969           | 32     | 0    | 1969-1970 | 3      | 0     |
| Patrice Vicq   |      | Milieu    | 1969-1971           | 52     | 10   | 1971-1974 | 99     | 21    |
| José Lopez     |      | Défenseur | 1970-1971           | 38     | 1    | 1971-1975 | 146    | 2     |
| Joël Delpierre |      | Défenseur | 1974-1978           | 105    | 2    | 1978-1981 | 69     | 1     |
| Bernard Zénier |      | Attaquant | 1974-1978/1986-1991 | 257    | 66   | 1978-1983 | 165    | 63    |
| Branko Tucak   |      | Défenseur | 1981-1983           | 66     | 3    | 1983-1984 | 27     | 0     |
| Patrick Moreau |      | Défenseur | 2001-2002           | 21     | 0    | 2002-2005 | 67     | 2     |
| Geoffray Toyes |      | Défenseur | 1997-2003           | 199    | 7    | 2003-2004 | 10     | 0     |

## En football féminin
La section féminine de l'AS Nancy-Lorraine est fondé en 1970 tandis que celle du FC Metz est fondé en 1974. Le premier derby a eu lieu le 17 octobre 1976 en Division 1 (ancien format).
À la suite de la disparition des féminines du FC Metz avant les années 2000, il faudra attendre la saison 2015-2016 en Division 2 pour voir un nouveau derby entre les deux clubs.
Le bilan est de quatorze victoires pour le FC Metz, quatre matchs nul et trois victoires pour l'AS Nancy-Lorraine.
| Saison    | Championnat        | Rencontre  | Rés. | Date             | Buteuse(s) pour Nancy | Buteuse(s) pour Metz                                       | Spectateurs |
| --------- | ------------------ | ---------- | ---- | ---------------- | --------------------- | ---------------------------------------------------------- | ----------- |
| 1976-1977 | Division 1         | Metz-Nancy | 7-0  | 17 octobre 1976  | ?                     | -                                                          | ?           |
| 1979-1980 | Division 1         | Metz-Nancy | 2-1  | 2 décembre 1979  | ?                     | ?                                                          | ?           |
| 1979-1980 | Division 1         | Nancy-Metz | 2-1  | 27 avril 1980    | ?                     | ?                                                          | ?           |
| 1980-1981 | Division 1         | Nancy-Metz | 0-0  | 26 octobre 1980  | -                     | -                                                          | ?           |
| 1980-1981 | Division 1         | Metz-Nancy | 1-0  | 8 mars 1980      | ?                     | -                                                          | ?           |
| 1981-1982 | Division 1         | Nancy-Metz | 1-1  | 6 décembre 1981  | ?                     | ?                                                          | ?           |
| 1981-1982 | Division 1         | Metz-Nancy | 1-0  | 4 avril 1982     | ?                     | -                                                          | ?           |
| 1982-1983 | Division 1         | Metz-Nancy | 1-0  | 24 octobre 1982  | ?                     | -                                                          | ?           |
| 1982-1983 | Division 1         | Nancy-Metz | 1-3  | 9 janvier 1983   | ?                     | ?                                                          | ?           |
| 1982-1983 | Division 1         | Nancy-Metz | 1-2  | 27 mars 1983     | ?                     | ?                                                          | ?           |
| 1982-1983 | Division 1         | Metz-Nancy | 0-1  | 3 avril 1983     | -                     | ?                                                          | ?           |
| 1983-1984 | Division 1         | Nancy-Metz | 1-3  | 23 octobre 1983  | ?                     | ?                                                          | ?           |
| 1983-1984 | Division 1         | Metz-Nancy | 3-1  | 18 décembre 1983 | ?                     | ?                                                          | ?           |
| 1984-1985 | Division 1         | Nancy-Metz | 2-2  | 7 octobre 1984   | ?                     | ?                                                          | ?           |
| 1983-1984 | Division 1         | Metz-Nancy | 4-1  | 9 décembre 1984  | ?                     | ?                                                          | ?           |
| 1987-1988 | Division 1         | Nancy-Metz | 2-0  | 29 novembre 1987 | ?                     | -                                                          | ?           |
| 1987-1988 | Division 1         | Metz-Nancy | 4-0  | 17 avril 1988    | ?                     | -                                                          | ?           |
| 2015-2016 | Division 2         | Nancy-Metz | 1-3  | 18 octobre 2015  | Sabrina Loukombo 83e  | Julie Wojdyla 26e, Elodie Martins 51e, Juliane Gathrat 74e | 200         |
| 2015-2016 | Division 2         | Metz-Nancy | 0-0  | 20 mars 2016     | -                     | -                                                          | 2060        |
| 2017-2018 | Coupe de Lorraine  | Metz-Nancy | 1-0  | 9 juin 2018      | ?                     | -                                                          | ?           |
| 2018-2019 | Coupe du Grand Est | Nancy-Metz | 0-3  | 1er juin 2019    | -                     | Christy Gavory 13e, Léa Khelifi 52e 67e                    | ?           |